# 斎宮のハナショウブ群落

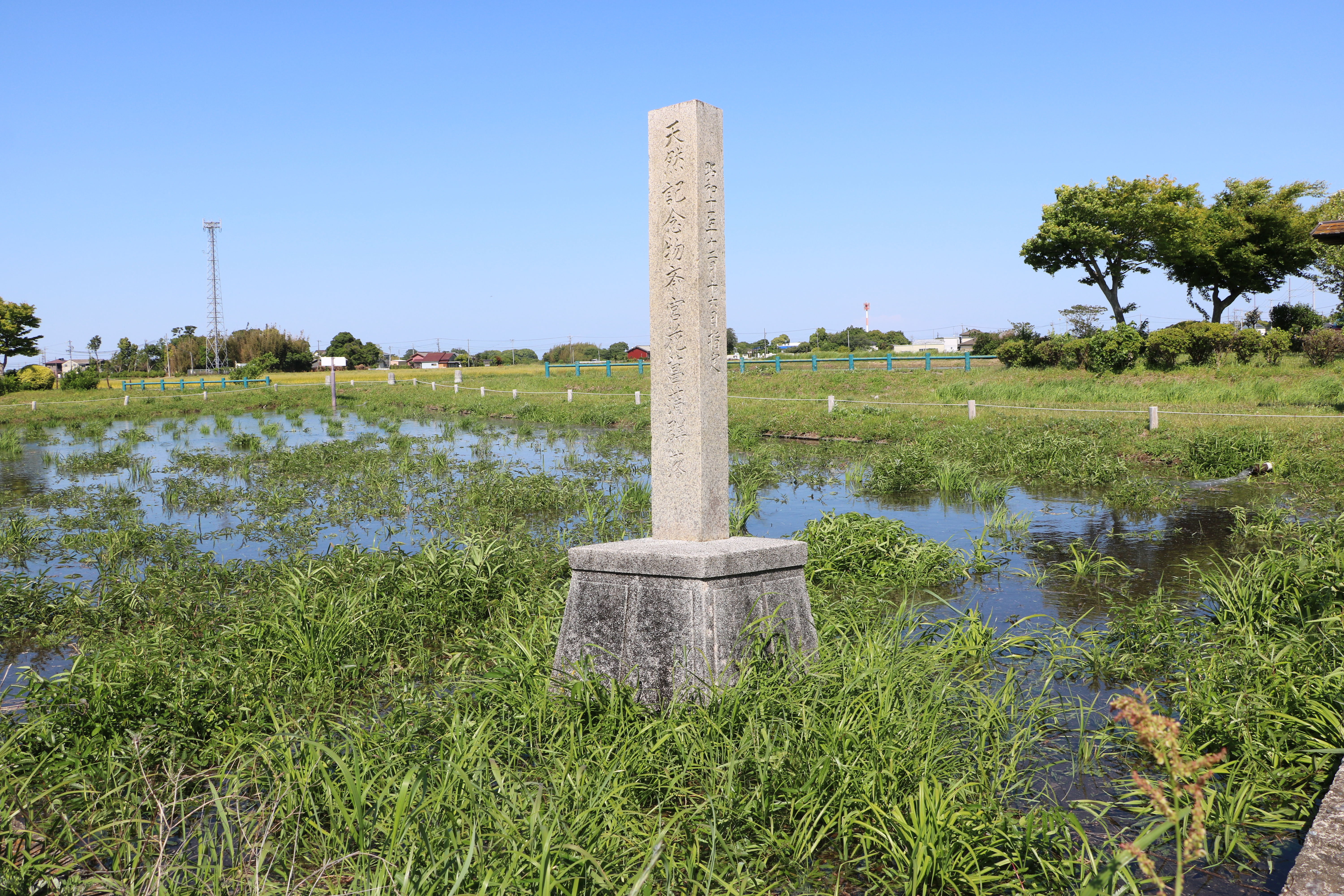
斎宮のハナショウブ群落。
指定地と石碑。2023年5月11日撮影。

斎宮のハナショウブ群落（さいくうのハナショウブぐんらく）は、三重県多気郡明和町斎宮字蛭ノ沢（ひのそ）にある、国の天然記念物に指定されたノハナショウブの群落である。
ノハナショウブ（野花菖蒲、学名：Iris ensata または Iris ensata var. spontanea）は、アヤメ科アヤメ属の多年草で、日本国内各所の菖蒲園などで見られる園芸種であるハナショウブ（花菖蒲、学名：I. e. var. ensata）の原種である。指定名称「斎宮のハナショウブ群落」に冠された花の名前は花菖蒲（ハナショウブ）となっているが、実際には野生の野花菖蒲（ノハナショウブ）である。
斎宮周辺一帯のノハナショウブは古くから、お伊勢参りの参宮客の目に留まり、江戸時代には日本全国に知れわたっていたと言われており、寛政9年（1797年）に出版された名所図会『伊勢参宮名所図会』や、天保4年（1833年）の地誌『勢陽五鈴遣響』にも開花期の美しさが記されている。野生のノハナショウブは山中の比較的標高の高い場所に生育することが多く、当地のような標高5メートルほどの平野部に自生地があることは珍しい。それにくわえ斎宮周辺の湿地帯は明治期以降の開墾により新田開発が行われ、ノハナショウブの自生地も急速に減少したため、これを保全する必要性があることから、1936年（昭和11年）12月16日に当時の村名斎宮村を冠した「斎宮村花菖蒲群落」として国の天然記念物に指定された。
戦後になると指定地周辺では圃場整備や河川改修などが行われたため、指定区域の一部は指定解除され、今日では天然記念物としての指定面積は約6aと狭小であるが、ノハナショウブは明和町の町の花に制定されているだけでなく、斎宮のハナショウブ群落は三重県のほぼ中央に位置し、古くから伊勢国を象徴する花であるとして、ハナショウブ（花菖蒲）は1969年（昭和44年）に三重県の県の花に定められている。例年5月中旬から6月上旬にかけて濃紫色の花を咲かせる。

## 解説

### 伊勢参宮名所図会と和歌

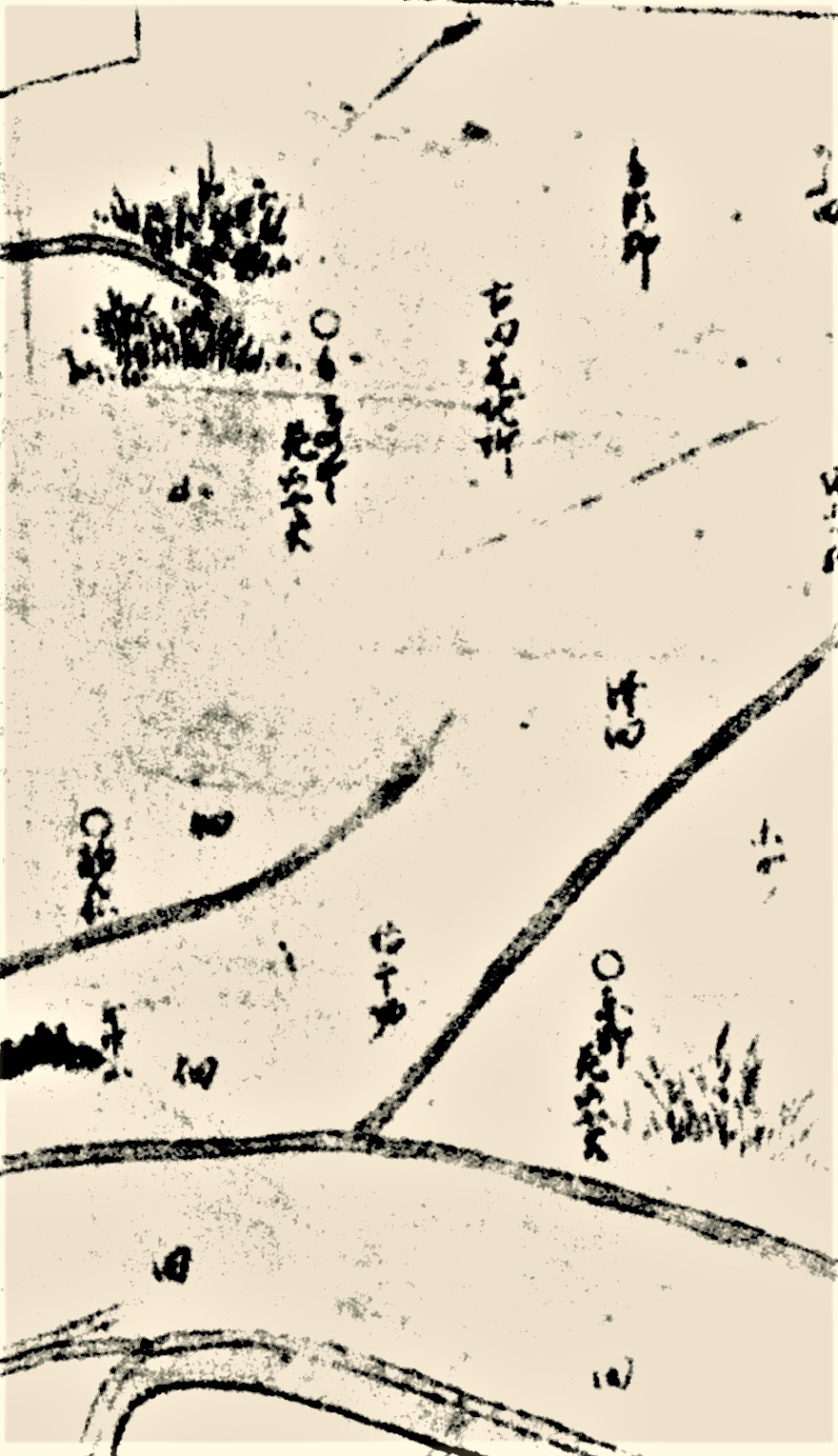
天保8年（1837年）に作成された『斎宮村圖』
「東野花あやめ」「ひるのそ花あやめ」の文字と花菖蒲の絵が描かれ位置が示されている。

斎宮のハナショウブ群落は三重県の中南東部に広がる伊勢平野の一画にある明和町斎宮地区に所在する。地名の斎宮とは伊勢神宮に奉仕した斎王の住んだ斎宮があったことに因む。伊勢平野の広がるこの一帯は伊勢湾沿岸部に形成された堆積平野の低湿帯であり、国の天然記念物に指定されたハナショウブ群落は明和町の中央部を北流する笹笛川右岸（東岸）の、周囲を水田に囲まれた湿地にある。
この花は伊勢地方の地方名で「ドンド」と呼ばれる水の取入口の周辺に多く咲くため、斎宮周辺では「ドンドバナ」と古くから呼ばれている。所在する明和町が2004年（平成16年）に町史を作成する際、当地在住の古老から聞き取った話によれば、明治期には笹笛川をはさんだ西岸にも広大な湿地帯が広がっていたといい、その面積は20アールにおよんでいたと推定されている。
斎宮一帯に咲くノハナショウブは江戸時代に隆盛を極めたお伊勢参りの参拝路伊勢参宮街道沿いからほど近く、古くから参宮客に知られていたこともあり、江戸期の様々な文献にも記述が見られる。寛政9年（1797年）に出版された名所図会『伊勢参宮名所図会』の三の三八裏には次の記述がある。
このように花の最盛期には、まるで紫の雲が一面にたなびくような美観を呈していた様子がうかがえ、天保4年（1833年）に発刊された伊勢地方の地誌『勢陽五鈴遣響』にも開花期の美しさが記されている。また、天保8年（1837年）に作成された『斎宮村圖』という絵図には、蛭澤地区（現、明和町大字斎宮字蛭ノ沢）一帯の沼沢が描かれ「東野花あやめ」「ひるのそ花あやめ」の文字とともに花菖蒲の自生する地点が絵図中に示されている。
斎宮の花菖蒲は斎宮の近隣に所在することもあって古くより知られ、平安時代に流行した催馬楽のひとつである『竹河』という歌謡に次の一節がある。
竹川の 橋の詰なる花その乀 我をはゆるせ めさして乀へて
この竹河（竹川）とは今日の多気郡（たきぐん）を流れる祓川の別称で、歌中の「花その」は斎宮付近に咲き誇る花菖蒲を指している。
また、和歌の題材としても採り上げられ、鎌倉時代の歌人藤原為家は私撰和歌集『夫木和歌抄』で次の歌を詠んでいる。この中の「いつきの宮」とは斎（いつき）宮のことである。
思ひやる いつきの宮は跡ふりて 花咲のこるかきつばたかな
江戸時代後期には近隣の松阪在住の国学者本居大平により次の和歌が詠まれている。
花あやめ あやめも知らぬ草の名を かつみてたれかそれといひけん

### 天然記念物の指定と保護活動
このように斎宮のハナショウブは花の名所として人々に知られており、天然記念物指定に先立ち1936年（昭和11年）6月14日に現地調査を行った植物学者の三好学は、自生地の観察だけではなく古文書や古絵図といった史料文献の観点からも、この地域は昔から湿原であり花菖蒲が発生していたことに疑いはないと述べ、一方で開墾が進む周辺の現状から群落地の行く末を危惧し「古来よりの湿原が次第に消滅する恐れがあり、天然記念物として保存を要する」と記している。
天然記念物申請書には「明治改革後産業開発ノ為メ此等沼澤ハ遂年開墾ヲ営マレ由緒深キ名花モ次第ニ滅却ニ終ラントスルニ至リ心アル里人等大ヒニ慨キ明治二十六年村内内申合規約ヲ作リ僅ニ現存する舊状ノ一部ヲ保存シテ今ニ及ビタルモノナリ」と記されている。こうして三好の現地調査からわずか半年後の、1936年（昭和11年）12月16日に「斎宮村花菖蒲群落」として国の天然記念物に指定された。
当初の指定面積は1,000m2であったが、指定地に隣接して自由蛇行していた笹笛川を直線化する河川改修が1955年（昭和30年）に施工され群落の一部が失われたため、1961年（昭和36年）に601.66 m2の範囲が指定解除され、同時に今日の指定名称「斎宮のハナショウブ群落」に名称変更された。

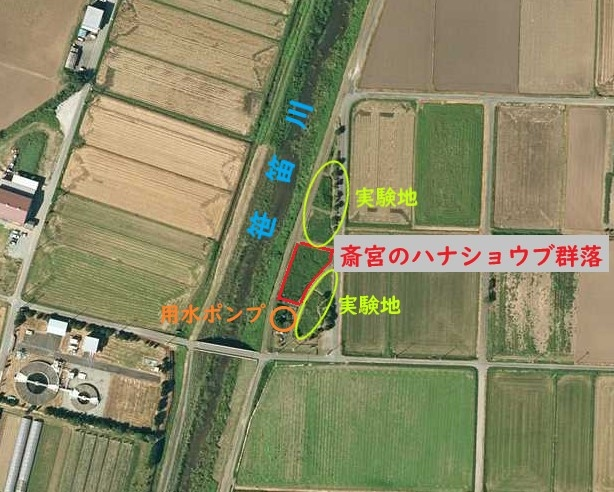
斎宮のハナショウブ群落周辺の空中写真。中央の赤色で囲んだ範囲が天然記念物指定地。2か所の黄緑色の楕円で囲んだ場所が増殖実験地。指定地南側にポンプ場。。2020年9月21日撮影の画像より作成。

その後は周辺の耕作地の圃場整備なども進み、昭和後期にはコンクリートブロックとビニール製の波板で四方を囲んで土砂の流出入を防ぎ、生育地内にはポリ塩化ビニル管を打ち込んで配水管理をしていた。しかしノハナショウブの株数は減り、1990年（平成2年）頃の調査ではわずか30株から40株ほどであった。さらにかつての花の色を知る近隣の人々によると往時とは色調も悪くなり全体的に貧弱になってしまったという。
初夏のノハナショウブの開花期が終わり盛夏になると土壌の乾燥化が進み、群生地ではノカンゾウやナガボノシロワレモコウ などの生育が盛んなためノハナショウブ以外の植物に植生の勢力が奪われ、このまま何の対策もせず自然の遷移に任せておけば、いずれノハナショウブは消滅してしまうだろうと、 1991年（平成3年）発行の『三重県内の天然記念物に関する実状調査報告書』の中で三重県立松阪高等学校教諭で三重県生物協会会長の山田耕作は警鐘を鳴らした。
2012年（平成24年）に斎宮のハナショウブ群落の植物相調査を行った人間環境大学の藤井伸二によれば、指定地の植物相は北側と南側で明瞭に異なっており、北側にはヤマアワが優占し、次いでノハナショウブ、カモジグサ、オギなどが局所的に群落を形成し、対して南側ではナガボノワレモコウが優占、次いでムカゴニンジンの局所群落が存在していた。この相違は北側では「乾燥+貧栄養」、南側では「過湿+富栄養」という土壌や水質の環境相違を示唆しており、これは土地利用来歴の異なる環境が指定地に取り込まれたことに起因している可能性が高いという。
斎宮のハナショウブ群落を管理する明和町では危機感を持ち、再生へ向け前述の三重県生物学協会・同県教育委員会の指導により、手始めに周辺農家の協力を得て群生地周辺の水田の提供を受け、群落地の保全に全力を注ぎ始めた。群落地の南側にポンプ場を設置し地下水をくみ上げて導水し、毎年4月から6月にかけて、午前の4時間、午後の3時間、毎日群生地へ揚水を行っている。このような手厚い保護対策の結果、指定地のノハナショウブは徐々に回復し、明和町によって天然記念物指定地を囲むように5区画の保護増殖実験地が造成された。実験地では指定地のノハナショウブから株分けされた個体と種から育てた（実生）個体を増殖する活動が続けられており、地域住民らによる定期的な除草や外来種の駆除など、官民一体となって天然記念物群落の環境維持が図られ、今日では約3,000株のノハナショウブが生育している。

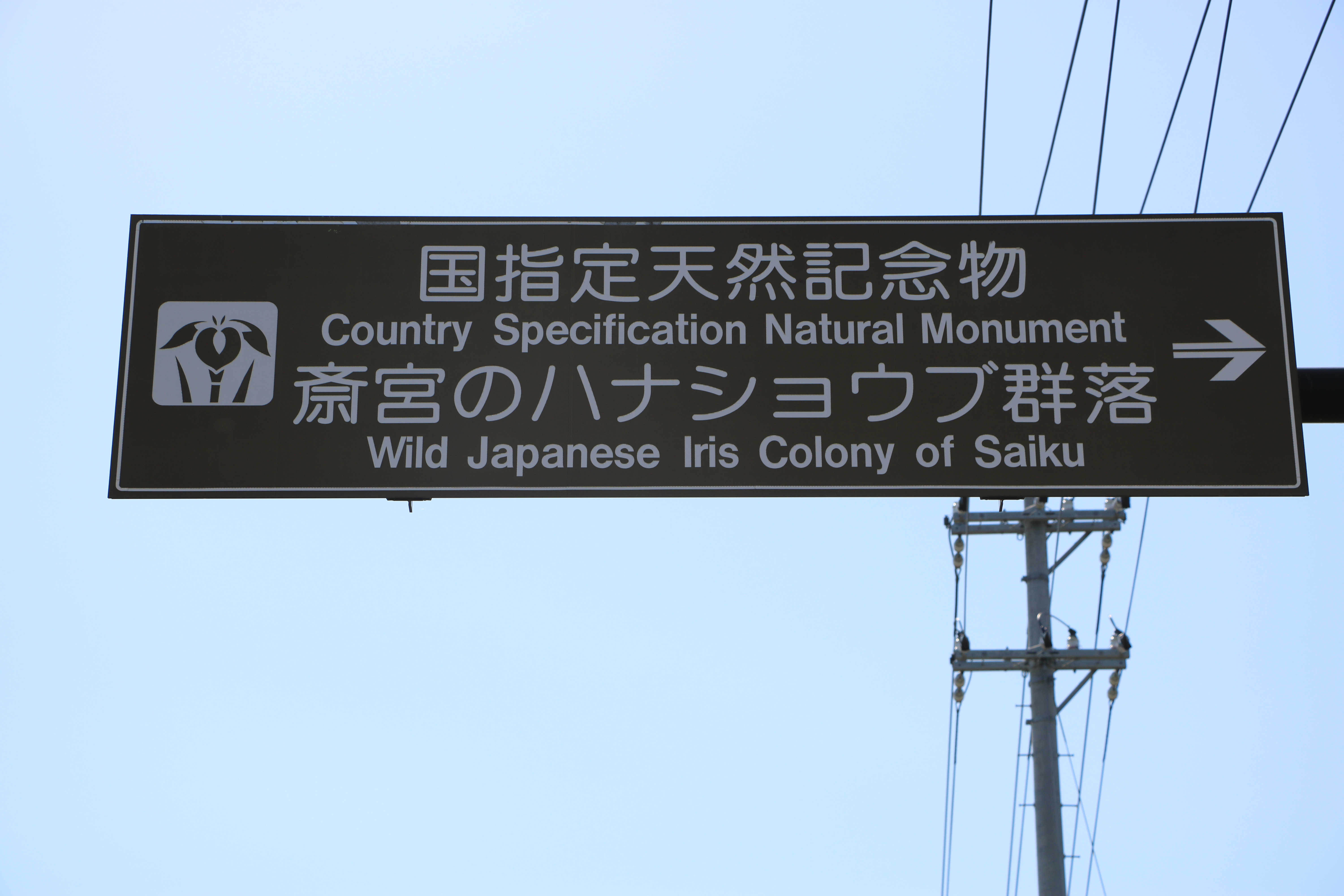
案内表示看板。
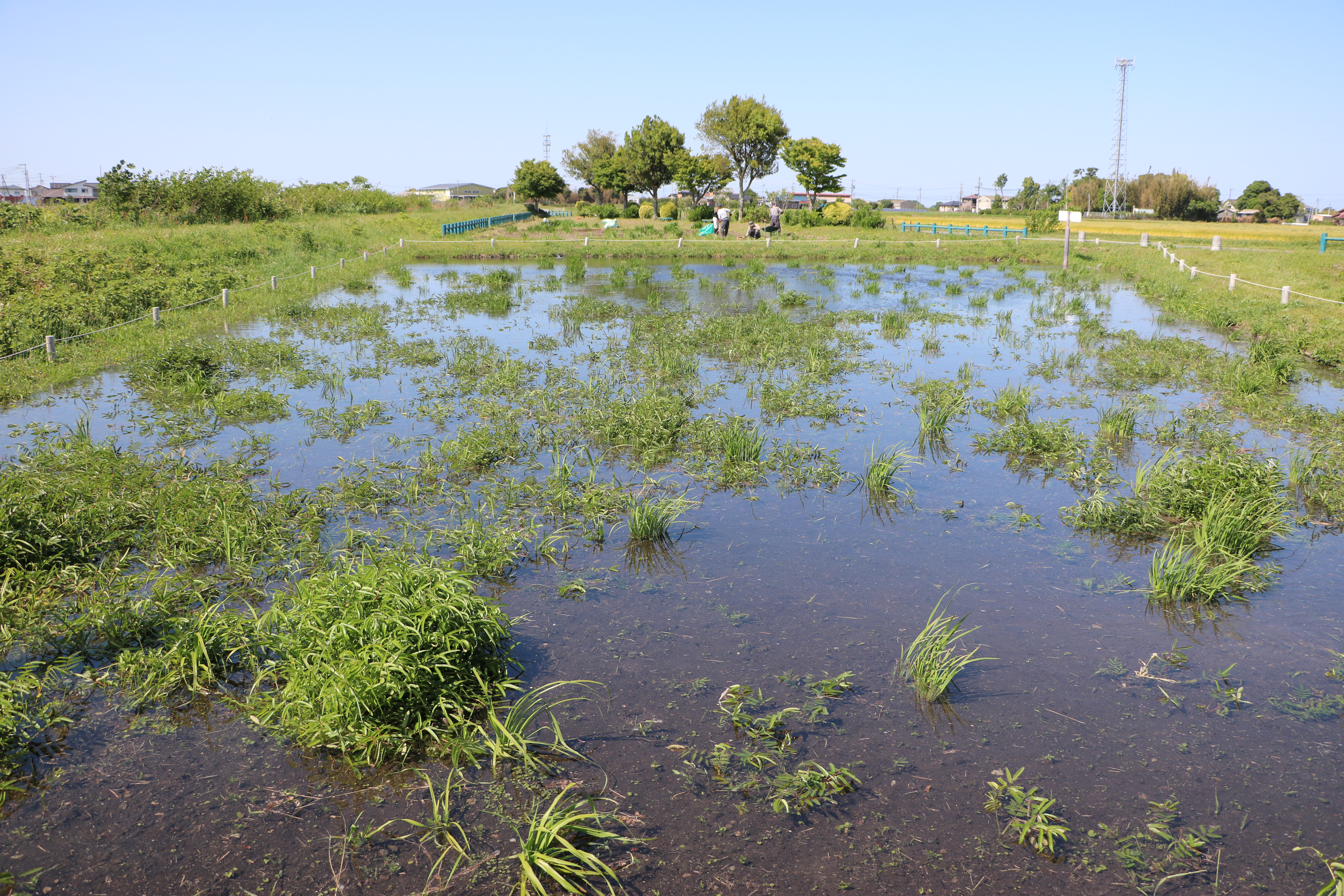
指定地。開花前の水を張った状態。左側の堤防が笹笛川。
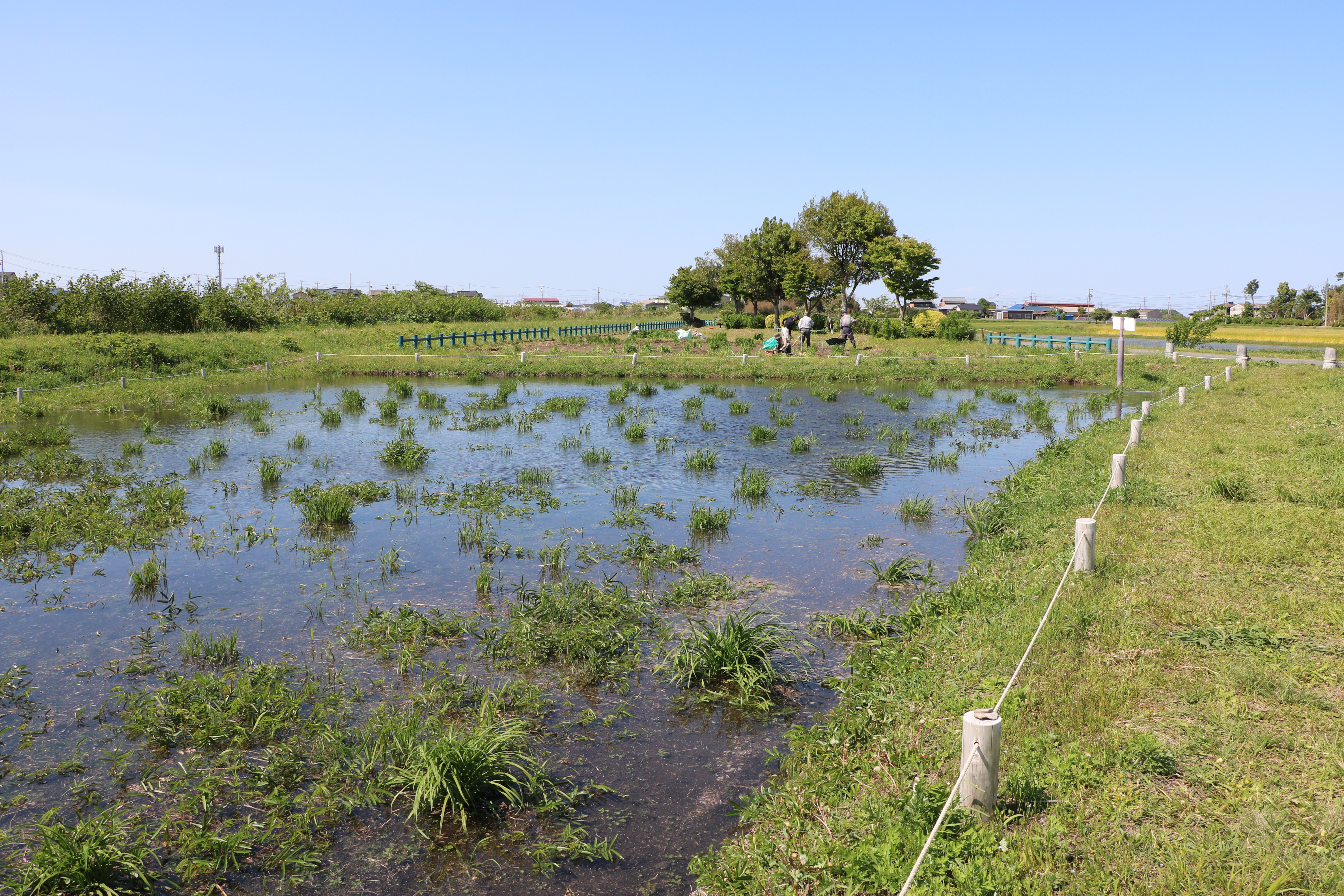
指定地。向かい側の実験地で草刈り作業が行われている。

## 交通アクセス
所在地
- 三重県多気郡明和町大字斎宮字蛭ノ沢1817[11]

交通
- 伊勢自動車道玉城インターチェンジより車で約30分[11]。
- 近畿日本鉄道（近鉄）山田線斎宮駅より徒歩約30分[13]、車で約15分[11]。